# Þorkell Skallason
Þorkell Skallason (Thorkel) fue un escaldo de Islandia en el siglo XI. Es autor de Valþjófsflokkr («Flokkr de Valþjófr»), que compuso en honor al jarl Valþjófr (Waltheof de Huntingdon y Northumbria), que las sagas reales presentan como uno de los hermanos del rey de Inglaterra, Harold Godwinson.
Poco se conoce de Þorkell, al margen que se le cita brevemente como hijo de un tal Þórðr skalli y que pertenecía al hird de Waltheof. No aparece como escaldo en Skáldatal.
Dos estrofas de su poema se han conservado en tres sagas reales: Heimskringla, Fagrskinna y Hulda-Hrokkinskinna. Una se refiere a la batalla de Hastings, cuando Valþjófr se enfrentó a un destacamento del normando Guillermo el Conquistador, y otra trata de la ejecución del jarl por orden de Guillermo.